# Kimi Antonelli
Andrea Kimi Antonelli (n. 25 august 2006, Bologna, Italia) este un pilot de curse italian, care concurează în prezent în Campionatul Mondial de Formula 1 pentru Mercedes.

## Biografie
Născut și crescut în Bologna, Antonelli este fiul pilotului de curse de mașini sport Marco Antonelli⁠(d). După o carieră de succes în carting - care a culminat cu victorii consecutive la Campionatul European de Carting⁠(d) cu tracțiune directă în 2020 și 2021 - Antonelli a trecut la formulele de juniori. El a câștigat primul său titlu în Campionatul italian de F4 din 2022 cu Prema, înainte de a câștiga Formula 4 ADAC în 2022 și Formula Regional European în 2023 cu Prema, precum și Formula Regional Middle East în 2023 cu Mumbai Falcons. Pe lângă faptul că a devenit un câștigător de curse în GT3 italiană, el a câștigat, de asemenea, o medalie de aur la 2022 FIA Motorsport Games, reprezentând Italia. Antonelli a progresat la Formula 2 FIA în 2024, câștigând mai multe curse și terminând pe locul șase în sezonul său de debutant.
Membru al Academiei de juniori Mercedes din 2019, Antonelli a semnat pentru Mercedes în 2025, înlocuindu-l pe Lewis Hamilton pentru a-l avea coechipier pe George Russell și devenind al treilea cel mai tânăr pilot din istoria Formulei 1 la Marele Premiu al Australiei, la vârsta de 18 ani. Antonelli este contractat să rămână la Mercedes cel puțin până la sfârșitul sezonului 2025.

## Legături externe
- Materiale media legate de Kimi Antonelli la Wikimedia Commons
- Kimi Antonelli sumarul carierei pe DriverDB.com